# 楠瀬熊治

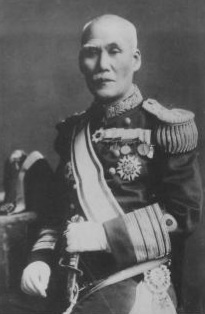
楠瀬熊治

楠瀬 熊治（くすのせ くまじ、慶応元年5月15日（1865年6月8日） - 昭和8年（1933年）6月17日）は、日本の海軍軍人、火薬学者。最終階級は海軍造兵中将従三位工学博士。東京帝国大学名誉教授。

## 人物
高知県に沢村辰吾の三男として生まれ、楠瀬好静の養子となった。1891年（明治24年）に東京帝国大学工科大学火薬学科を卒業した後、フランスに留学した。1894年（明治27年）に帰国後、海軍少技士となった。1904年（明治37年）、造兵少監となり、翌年に造兵監督官としてイギリスに出張。1907年（明治40年）、造兵中監に昇進し、翌年に帰国。1911年（明治44年）、造兵大監となり、下瀬火薬製造所長、造兵廠火薬部長、海軍大学校教官などを務めた。1915年（大正4年）、海軍技術本部技術会議員となり、翌年には造兵総監に昇進した。1921年（大正10年）に造兵中将に任じられ、海軍火薬廠長を務めた。1924年（大正13年）に予備役に編入。
また1898年（明治31年）より東京帝国大学工科大学講師も務め、1902年（明治35年）に教授に就任し、火薬学講座を担当した。翌年には工学博士号を受領。1923年（大正12年）、東京帝国大学教授を退官し、名誉教授となった。墓所は多磨霊園。

## 家族
長男好毅の岳父に田内三吉。長女芳子は木村健二郎の妻。

## 栄典
- 1918年（大正7年）8月30日 - 従四位[4]
- 1924年（大正13年）3月24日 - 従三位[5]